# 坂本則美
坂本 則美（さかもと のりみ、または のりよし、1848年もしくは1850年頃 - 1913年9月15日）は、明治時代の日本の実業家、政治家。土佐藩出身。貧困児童救育事業で明治初頭に活躍し、高知県会議員を務めた。その後、琵琶湖疏水建設事業に携わり、さらに衆議院議員を務めた。さらにその後、実業界に転身し、総武鉄道社長、夕張炭鉱社長などを務めた。

## 生涯
1848年あるいは1850年頃、高知県土佐郡一宮村（現在の高知市）に生まれる。高知藩士坂本覚次郎の三男。明治7、8年ごろから貧児救育事業を始め、貧児救育事業団体の詵々社の社長となり、高知慈善協会の設立にも関わった。1879年に高知県会議員に当選し、議会副議長などに選ばれ、1882年まで議員を務めた。
1885年に京都府知事北垣国道の招聘で京都府疏水事務所理事となった。1889年に京都市参事会員。1892年に衆議院議員となり、二回(三回?）当選した。外務大臣大隈重信の条約改正に反対し、上京して直接面談して反対意見を述べて世論喚起を図った。
その後は実業界で活躍した。総武鉄道の人員整理に活躍し、取締役社長に推挙された。1898年、北海道鉄道株式会社専務取締役理事となった。さらに夕張炭鉱社長、京都合資会社社長などを歴任した。1913年9月15日、肝臓炎により東京麹町の自宅で死亡。20日に青松寺で葬儀が行われ、遺骨は後に京都の紫野徳大寺に葬られた。戒名は「聖諦院不識則美居士」。